# Teresa Kulikowski
Teresa Kulikowski (Colorado Springs, Colorado, 23 de enero de 1980) es una gimnasta artística estadounidense, medallista de bronce mundial en 1995 en el concurso por equipos.

## 1995
En el Mundial celebrado en Sabae (Japón) gana el bronce en el concurso por equipos, tras Rumania (oro) y China (plata), siendo sus compañeras de equipo: Shannon Miller, Dominique Moceanu, Kerri Strug, Jaycie Phelps, Mary Beth Arnold y Donielle Thompson.